# 203 Pompeja
Pompeja /pɒmˈpiːə/ (định danh hành tinh vi hình: 203 Pompeja) là một tiểu hành tinh hoàn toàn lớn ở vành đai chính. Ngày 25 tháng 9 năm 1879, nhà thiên văn học người Mỹ gốc Đức Christian H. F. Peters phát hiện tiểu hành tinh Pompeja khi ông thực hiện quan sát ở Clinton, New York và được đặt theo tên Pompeii, thành phố của đế quốc La Mã bị phá hủy năm 79 trước Công nguyên do núi lửa phun ra.